# Boulevarden (Aalborg)
Boulevarden er en gade i Aalborg Centrum. Gaden blev i 1911 gennembrudt sydfra for skabe forbindelse mellem havnen og byens nye banegård. 
I nord fortsættes Boulevarden af Østerågade, mod syd er der forbindelse til John F. Kennedys Plads, hvor Aalborg Station og busterminal ligger. Gaden er nyrenoveret omkring år 2005, i den forbindelse blev kørebanen indsnævret, således at der er brede fortov der i praksis bruges som gågade. En række udvalgsvarebutikker ligger langs Boulevarden, der også har en del liberale erhverv og restaurationer. Gaden er i dag domineret af en bustrafik.